# Plagioscyphus danguyanus
Plagioscyphus danguyanus är en kinesträdsväxtart som beskrevs av René Paul Raymond Capuron. Plagioscyphus danguyanus ingår i släktet Plagioscyphus och familjen kinesträdsväxter. Inga underarter finns listade i Catalogue of Life.